# The Forsythe Company
The Forsythe Company war eine Ballettkompanie, die 2005 von dem Tänzer und Choreografen William Forsythe in Frankfurt am Main gegründet und bis Sommer 2015 geleitet wurde. Seit der Spielzeit 2015/2016 tritt sie unter neuer Leitung unter dem neuen Namen Dresden Frankfurt Dance Company auf.

## Geschichte
Zum Ende der Spielzeit 2003/2004 löste William Forsythe das städtische Ballett Frankfurt, das er 20 Jahre lang geleitet hatte, auf und gründete The Forsythe Company als private Ballettkompanie, in der er mit einer freien Formation von Tänzern arbeitete. Am 21. April 2005 nahm sie in Frankfurt den Spielbetrieb auf mit der Uraufführung von Three Atmospheric Studies, eine Choreografie, die Forsythe zusammen mit der Tänzergruppe entwickelt hatte. Unterstützt wurde The Forsythe Company durch die Städte Frankfurt am Main und Dresden, die Länder Hessen und Sachsen und private Sponsoren wie den Frankfurter Patronatsverein für die Städtischen Bühnen e. V.
Spielorte wurden das Bockenheimer Depot in Frankfurt sowie das Festspielhaus Hellerau in Dresden, das schon vor dem Ersten Weltkrieg den modernen Tanz beherbergt hatte. Darüber hinaus fanden Gastspiele in verschiedenen Städten statt, unter anderem im Prinzregententheater München, dem Théâtre national de Chaillot in Paris und der Brooklyn Academy of Music in New York. Im Juni 2015 trat The Forsythe Company mit der Choreografie Nowhere and Everywhere at the Same Time im Festivalprogramm der Biennale Danza im Rahmen der Biennale di Venezia auf. Ein Stück, ursprünglich für einen Solotänzer und 40 Pendel entwickelt, das in einem leer stehenden Gebäude am New Yorker High Line Park Premiere hatte und laufend weiterentwickelt wurde.

## Dresden Frankfurt Dance Company
Im April 2014 kündigte William Forsythe an, dass er sich aus der Leitung der Forsythe Company „aus gesundheitlichen Gründen“ zurückziehen werde. Sein Nachfolger, der italienische Tänzer und Choreograf Jacopo Godani, gehörte von 1991 bis 2000 dem von Forsythe geleiteten Ensemble Ballett Frankfurt an. Seit der Spielzeit 2015/2016 tritt die Formation unter dem neuen Namen Dresden Frankfurt Dance Company auf und führt einmal im Jahr auch eines der Repertoirewerke von Forsythe auf. Der Kooperationsvertrag mit den Städten Frankfurt am Main und Dresden wurde mehrfach verlängert: zunächst bis 2018, dann bis 2021, und Ende 2017 und im Sommer 2021 bis Ende 2023. Der Leiter der Company, Jacopo Godani, kündigte an, die Dresden Frankfurt Dance Company nach der Spielzeit 2022/23 zu verlassen.
Seit der Spielzeit 2023/24 steht die Dresden Frankfurt Dance Company unter der Leitung von Ioannis Mandafounis, einem weiteren ehemaligen Tänzer der Forsythe Company, der zunächst für fünf Jahre engagiert wurde.